# ميخائيل غالاغير (سياسي بريطاني)
ميخائيل غالاغير (بالإنجليزية: Michael Gallagher)‏ هو سياسي بريطاني، ولد في 1 يوليو 1934، وتوفي في 12 يونيو 2015. حزبياً، نشط في حزب العمال. في انتخابات البرلمان الأوروبي 1979، انتخب عضو في البرلمان الأوروبي عن دائرة Nottingham (European Parliament constituency) ‏ لترشحه ضمن قائمة حزب العمال، وقد انضم خلال فترته النيابية (17 يوليو 1979 – 23 يوليو 1984) للكتلة البرلمانية الكتلة الفنية للمستقلين ‏.